# غورو جوبيند سينغ
الغورو جوبيند سينغ جي (اسمه عند الولادةجوبيند راي)؛ 31 من ديسمبر عام 1666م - 21 من أكتوبر 1708م) السيد العاشر من الغورو السيخ (المعلمون السيخ) الأحد عشر. وُلِدَ في باتنا بولاية بهار في الهند، كما كان محاربًا وشاعرًا وفيلسوفًا. بعد اعدام أورنكجزيب لوالده الغورو تيغ باهادر، خلف والده كقائد للسيخ، وكان عمره آنذاك تسع سنوات. وساهم في الكثير من أجل السيخية، وكان إسهامه في الإضفاء المستمر للطابع الرسمي على الديانة التي أسسها أولًا الغورو السيخ جي الغورو ناناك ديف جي في القرن الخامس عشر إسهامًا جديرًا بالملاحظة. من بين مساهماته البارزة في السيخية تأسيس مجتمع محارب «السيخ» يُدعى خالصة في عام 1699،  لينقل غوروية السيخ إلى الأحد عشر وإلى الغورو السيخ إلى الأبد، وهو الغورو جرانث صاحب.
مات أبناؤه الأربعة خلال حياته - اثنان في معركة، وأعدم اثنان من قبل الحاكم المغولي وزير خان.

## هوامش
1. ↑  Jenkins, Grewal, and Olson state Tegh Bahadur was executed for refusing to convert to Islam.[4][5][6] Whereas, Truschke states Tegh Bahadur was executed for causing unrest in the Punjab.[7]

## وصلات خارجية
- غورو جوبيند سينغ على موقع الموسوعة البريطانية (الإنجليزية)